# Bánffy György (színművész)
Bánffy György, születési nevén Bánffy-Hunyadi Buzás György (Budapest, 1927. június 19. – Korfu, Görögország, 2010. szeptember 3.) Kossuth-díjas és Jászai Mari-díjas magyar színész, érdemes és kiváló művész. Szülei Hunyadi Buzás Endre jogász, főjegyző, országgyűlési képviselő (1895–1972) és Pápay Klára színésznő (1900–1984) voltak.

## Életpályája
Anyai ágon az erdélyi örmény nemesi Buzáth család leszármazottja.   
1945–1949 között magántisztviselő illetve mozi üzemvezető, 1949–50-ben a filmgyári színészcsoport tagja volt. 1950–1954 között a Színház- és Filmművészeti Főiskola hallgatója, majd annak elvégzése után 1950–1953 között a Nemzeti Színház, 1953–54-ben az Állami Bábszínház, 1954–1960 között pedig a Fővárosi Operettszínház tagja volt. 1960–1971 között Pécsre szerződött a Nemzeti Színházhoz, 1971-től a József Attila Színház tagja volt. 1978-tól a Zeneakadémia beszédtanáraként működött.
Az 1956-os forradalom leverése után, abban való szerepvállalása miatt hátrányt szenvedett.
1985–1994 között Budapest II. kerületének egyik országgyűlési képviselőjeként, 1990–1994 között Budapest I. kerületének képviselőjeként az MDF frakciójában, 1985–1990 között a kulturális bizottság, 1989–90-ben a társadalombiztosítási bizottság, a szociális és egészségügyi bizottság családvédelmi albizottság tagjaként is dolgozott. 1989–90-ben az Ellenzéki Demokraták parlamenti csoportjának vezetője, 1990–1994 között a kulturális, oktatási, tudományi, sport-, tv- és sajtóbizottság tagja volt.
1990–1995 között a Magyar Vadászok Országos Szövetségének, 1990–től az Anyanyelvápolók Szövetségének elnöke volt. 2006-ban Budapest XIII. kerülete, 2007-ben Budapest II. kerülete díszpolgárává választotta.
Drámai színész volt, kiváló beszédtechnikája, orgánuma jól érvényesült előadóestjein is.

## Magánélete
1955-ben feleségül vette Sátory Matildot (Tildát). Két gyermekük született; Eszter (1957) és András (1960). Unokáik: Márton (1987), Anna (1987), Luca (1990), Kinga (1990), Barnabás (1999).
83 évesen 2010. szeptember 3-án hunyt el, korfui üdülése utolsó napján. A Farkasréti temetőben temették el szeptember 22-én.

## Színpadi rendezései
Két alkalommal a József Attila Színházban saját darabjait rendezte. Harmadik minőségben színészként is közreműködött.
- A Csodálatos mandarin-ügy
- A levegő hőse (társszerző)

## Színpadi szerepei
- Johann Wolfgang von Goethe: Faust – Faust
- Edmond Rostand: Cyrano de Bergerac – Cyrano, Guiche gróf
- Shakespeare: Othello – Othello
- Shakespeare: III. Richárd – Richárd, Buckingham herceg
- Shakespeare: Lear király – Lear
- Shakespeare: Tévedések vígjátéka – Aegeon
- Lerner–Carl Loewe: My fair Lady – Higgins
- Bródy Sándor: A tanítónő – Szolgabíró
- Neil Simon: Mezítláb a parkban – Victor Velasco
- Gay: Me and my girl – Sir John
- George Bernard Shaw: A hős és a csokoládékatona – Petkov
- Füst Milán: A lázadó – Papi
- Henrik Ibsen: Hedda Gabler – Brack bíró
- Ibsen: Nóra – Rank doktor
- Szigligeti Ede: Liliomfi – Szilvay
- Arthur Miller: Pillantás a hídról – Alfieri
- Gotthold Ephraim Lessing: Bölcs Náthán – A jeruzsálemi pátriárka
- Thuróczy Katalin: Cselédlépcsőn – Idősebb férfi
- Székely János (író): Dózsa – Dózsa
- Bognár László: Elektra – Agg nevelő
- Csongrádi Kata: Énekelj, Déryné! – Grüssenmayer gróf
- Hubay Miklós: Egy faun éjszakája, avagy hová lett a rózsa lelke? – Oktáv
- Jókai Mór: A kőszívű ember fiai – Polizeidirektor
- Mikszáth Kálmán: Különös házasság – Fischer érsek
- Széchenyi István: A legnagyobb magyar – Széchenyi

## Filmszerepei

### Játékfilmek
- Dalolva szép az élet (1950) – A kultúros
- A könnyelműség ára (1959)
- Ketten haltak meg (1966) – Nyomozó
- Nem szoktam hazudni (1966)
- Eine Handvoll Helden (1967)
- Az utolsó kör (1968) – Első bíró
- Tiltott terület (1968) – Kis Benedek
- Sirokkó (1969) – Ante
- Arc (1970) – Főhadnagy
- Érik a fény (1970) – Kántor Miklós
- Magasiskola (1970) – Lilik
- Harminckét nevem volt (1972) – Csiszár ezredes
- Tűzoltó utca 25. (1973) – Máday gróf
- 141 perc a befejezetlen mondatból (1974) – Parcen rokon (Ügyész)
- Az ötödik pecsét (1976) – Magas
- Az ügyeleti szolgálatról… (1979; dokumentum film)
- Töredék az életről (1979) – Czakó
- Mephisto (1981) – Faust
- Kettévált mennyezet (1982) – Fügedi
- Visszaesők (1982) – Körzeti orvos
- Elcserélt szerelem (1983)
- Redl ezredes 1-2. (1984) – Ferenc Ferdinánd trónörökös szárnysegédje
- Lutra (1985) – Pisztrángtelep-vezető
- Tüske a köröm alatt (1987) – Némethy
- Küldetés Evianba (1988)
- Emlékül Évának AIDS-felvilágosító-film (1989) – Orvos
- Nincs mese (2003) – Mesélő (hang)
- 8MM 2. (2005, videófilm) – Bíró
- Rokonok (2005) – Miniszter
- Horthy, a kormányzó (2006)

### Tévéfilmek, televíziós sorozatok
- A magándetektív (1964)
- Pferdchen, Pferdchen (1965)
- Könnyű kis gyilkosság (1966)
- Egy, kettő, három (1967)
- Bors I. (1968, tévésorozat) – Laczkó
- Iphigenia Auliszban (1968)
- Egy önérzet története (1970)
- Mindannyiotok lelkiismerete megnyugodhat… (1970)
- Őrjárat az égen 1-4. (1970, tévésorozat) – Civil-ruhás
- A főnök (1972)
- A Müller család halála (1972) – Ezredes
- Angyal a karddal (1972)
- Három affér (1972)
- Hazai történetek (1972)
- A fekete Mercedes utasai (1973)
- Árpád, a cigány (1973, tévésorozat) – Tábornok
- És mégis mozog a föld 1-3. (1973, tévésorozat)
- Két fiú ült egy padon (1973) – Narrátor (hang)
- Uraim, beszéljenek! (1973) – Puskás Tivadar
- Zrínyi 1-3. (1973) – Vitnyédy
- Családi kör (1974-1980)
- Pokol-Inferno (1974) – Vergilius
- Téli sport (1974) – Olga szeretője, az aligazgató
- Gilgames (1975) – Őr
- Világok boltja (1975, rövid tévéjáték) – Scott
- Gyémántok (1976)
- Fejezetek a Rákóczi-szabadságharcból 1-3. (1976)
- Mesék az Ezeregyéjszakáról (1976) – Junan király
- A szabadság katonái (1977)
- Alizka (1977)
- Magyar népmesék I. (1977, rajzfilmsorozat)

- Kacor király – Mesélő (hang)
- A kicsi dió – Mesélő (hang)
- Megtörtént bűnügyek 6-8. (1977, tévésorozat) – Miniszter
- Muslincák a liftben (1977)
- Petőfi (1977, tévésorozat)
- Varjúdombi mesék (1977, papírkivágásos animációs sorozat) – Mesélő (hang)
- Az elefánt (1978)
- Küszöbök (1978, tévésorozat) – Tábornok
- Mesék az Ezeregyéjszakáról (1978)
- Muslicák a liftben (1978) – Dr. Buzási Gyula
- Münchausen Fantáziaországban (1978) – Daedalosz
- Halál a pénztárban (1979)[12] – Sallai Róbert, főmérnök
- Dániel (1981)
- Fekete császár (1983)
- Fürkész történetei 1-11. (1983, tévésorozat)
- Japán szalon (1983)
- Linda (1983-1989, tévésorozat) – Doki
- Puskás Tivadar (1983)
- Kémeri 1-5. (1985, tévésorozat) – Kornis Aladár, menekülő gyártulajdonos
- A nemzet csalogánya – Képek Blaha Lujza életéből (1985) – Splinyi Ödön báró
- Míg új a szerelem (1985) – Hofrat
- Zsarumeló 1-2. (1987, tévésorozat) – Doki
- A védelemé a szó (1987) – Az Ügyvédi Kamara vezetője
- Bujdosó András számonkérése (1987)
- A bikafejű szörnyeteg (1988) – Hádész
- Szigorú idők (1988)
- Benedek Elek meséi (1989) – Mesélő
- A próbababák bálja (1991) – Levasin
- Frici, a vállalkozó szellem (1992, tévésorozat) – Erdész
- Devictus Vincit (1994) – Prelate Zágon
- Szemben a Lánchíd oroszlánja (1994)
- Szent Gellért legendája (1994) – Rasina
- Aranyoskáim (1996)
- Nemkívánatos viszonyok (1997) – Magyar menekült
- Angyali történetek 1-10. (2000) – Isten
- A Black Rose vár titka – 3. rész: A titokzatos lovag (2001, tévésorozat) – Sam
- A Morcogi (2008)

## Szinkronszerepei

### Filmek
| Év   | Cím                                                                | Szereplő                  | Színész              | Szinkron év |
| ---- | ------------------------------------------------------------------ | ------------------------- | -------------------- | ----------- |
| 1939 | Szembesítés                                                        | N/A                       | N/A                  | 1951        |
| 1951 | Aladdin és a csodalámpa                                            | N/A                       | N/A                  | 1952        |
| 1953 | Titokzatos hajóroncs                                               | N/A                       | N/A                  | 1954        |
| 1954 | Vörös és fekete (1. magyar szinkron)                               | N/A                       | N/A                  | 1965        |
| 1955 | Betörő az albérlőm (1. magyar szinkron)                            | N/A                       | N/A                  | 1965        |
| 1955 | Szökevények                                                        | Kézbesítő                 | Ib Fürst             | 1956        |
| 1958 | A nyomorultak                                                      | N/A                       | N/A                  | 1959        |
| 1958 | Christine                                                          | N/A                       | N/A                  | 1990        |
| 1959 | A kis Bobby                                                        | N/A                       | N/A                  | 1969        |
| 1960 | A nagy olimpia                                                     | N/A                       | N/A                  | 1962        |
| 1960 | Magasabb elv                                                       | Worlicsek                 | Hannjo Hasse         | 1960        |
| 1961 | Egy napra oroszlánok                                               | Michele                   | Leopoldo Trieste     | 1965        |
| 1963 | Moszkvai séta (1. magyar szinkron)                                 | Hadkieg tiszt             | Igor Bogoljubov      | 1964        |
| 1965 | Mercadet úr üzletei                                                | Meriqouri                 | Peter Böhlke         | 1966        |
| 1968 | A bostoni fojtogató                                                | Arnie Carr                | William Traylor      | 1970        |
| 1968 | Modern Monte Cristo (1. magyar szinkron)                           | Morcerf                   | Raymond Pellegrin    | 1969        |
| 1970 | Az én édes Charliem                                                | Treadwell                 | Ford Rainey          | 1975        |
| 1971 | Áldd meg az állatokat és a gyermekeket!                            | Shecker apja              | Jesse White          | 1979        |
| 1972 | San Francisco utcáin – I/14. rész: Halálőrség (1. magyar szinkron) | Joe Patruro               | Nicholas Colasanto   | 1981        |
| 1973 | Tábornok elvtárs                                                   | Frontparancsnok helyettes | Pavel Vlagyimirovics | 1975        |
| 1974 | Ulzana                                                             | A férfi Washingtonból     | Hannjo Hasse         | 1974        |

### Rajzfilmsorozat
| Év        | Cím                  | Szereplő | Szinkronhang   | Szinkron év |
| --------- | -------------------- | -------- | -------------- | ----------- |
| 1993-1995 | Katie és Orbie I-II. | Narrátor | Leslie Nielsen | 2002        |

## Hangjáték, rádió
- Révész Tibor: Királyi trón (1965)
- Tersánszky Józsi Jenő: Az örökéletű virágok (1976)
- Ardi Liives: A sztaniolpapír (1981)
- Nemeskürty István: A betűk csendjében (1985)

## Emlékezete
- Életútjáról könyv jelent meg.[13]
- Bánffy György elhunytának első évfordulójára Budapest II. kerületében, Pesthidegkúton a helyi önkormányzat emlékparkot létesített, amelyet 2011. november 12-én avatott fel Láng Zsolt polgármester. Az ünnepségre meghívták Schmitt Pál köztársasági elnököt, a feleségét és Bánffy György özvegyét is.[14][15][7]

## Díjai, elismerései
- Jászai Mari-díj (1965)
- Érdemes művész (1971)
- SZOT-díj (1979)
- Kiváló művész (1983)
- Kazinczy-díj (1989)

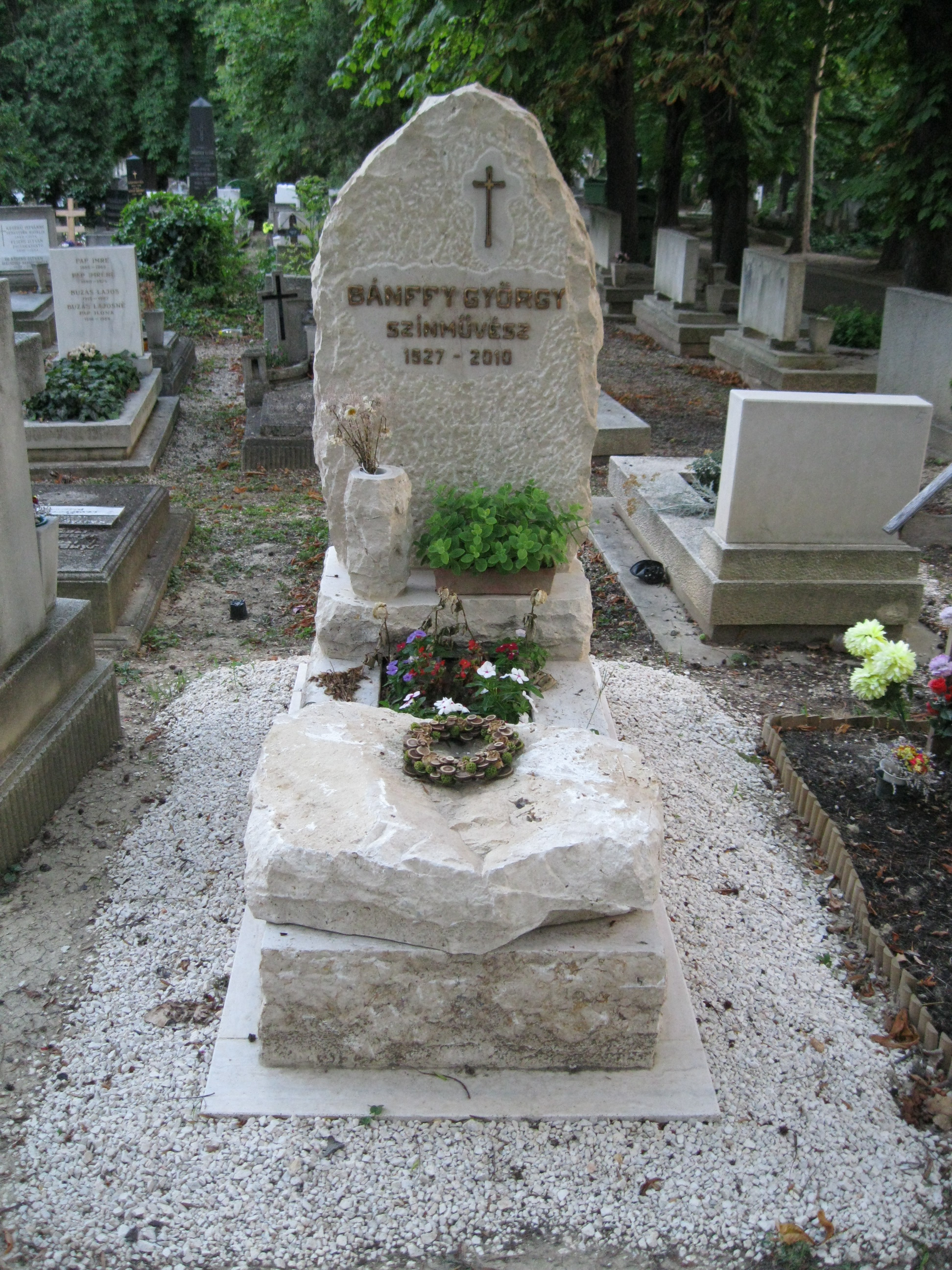
Bánffy György sírja

- Magyar Köztársasági Arany Érdemkereszt (1992)[4]
- A Magyar Köztársasági Érdemrend tisztikeresztje (1994)[4]
- Magyar Örökség díj (1998)
- Kossuth-díj (2001)[4]
- Nagykőrös díszpolgára (2003)
- XIII. kerület díszpolgára (2006)
- II. kerület díszpolgára (2007)
- Tőkés László-díj (2008)
- Magyar Szabadságért díj (2010)